# Bisdom Jhansi
Het bisdom Jhansi (Latijn: Dioecesis Ihansiensis) is een rooms-katholiek bisdom met als zetel Jhansi, in India. Het bisdom is suffragaan aan het aartsbisdom Agra. 

## Geschiedenis
Het bisdom werd opgericht op 12 januari 1940, als de apostolische prefectuur Jhansi, uit delen van het bisdom Allahabad. Op 5 juli 1954 werd het verheven tot bisdom. 

## Parochies
Het bisdom had in 2021 een oppervlakte van 29.418 km2 en telde 10.028.670 inwoners waarvan 0,04% rooms-katholiek was.

## Bisschoppen
- Francis Xavier Fenech (21 januari 1946 - 8 mei 1967)
- Baptist Mudartha (29 november 1967 - 1 maart 1976; hulpbisschop sinds 6 juli 1963)
- Frederick D’Souza (4 maart 1977 - 31 oktober 2012)
- Peter Parapullil (31 oktober 2012 - heden)

## Galerij van afbeeldingen

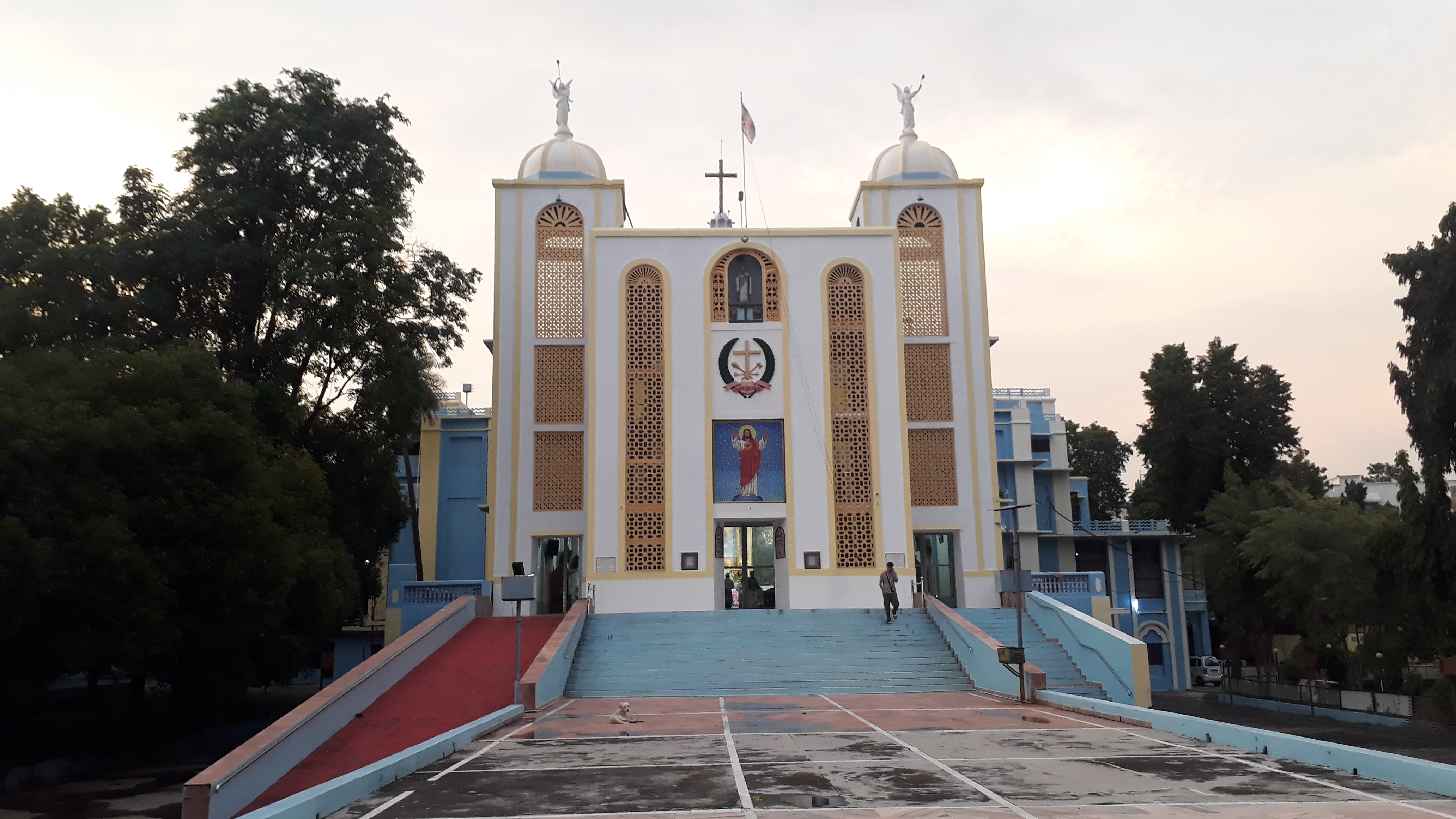
St. Jude's Shrine-kerk in Jhansi

Agra (aartsbisdom) · Ajmer · Allahabad · Bareilly · Bijnor (Syro-Malabar) · Gorakhpur (Syro-Malabar) · Jaipur · Jhansi · Lucknow · Meerut · Udaipur · Varanasi